# King of Burlesque
Pour plus de détails, voir Fiche technique et Distribution.
King of Burlesque est un film musical américain réalisé par Sidney Lanfield, sorti en 1936. Le chorégraphe Sammy Lee reçut une nomination aux 8e Oscars dans la catégorie, maintenant morte, de la meilleure danse-chorégraphie. Aujourd'hui, le film est surtout connu pour l'interprétation par Fats Waller de « I've Got My Fingers Crossed » (J'ai les doigts croisés).

## Synopsis
Un ancien producteur de burlesque américain, joué par Warner Baxter, entre dans un théâtre officiel et se débrouille très bien, jusqu'à ce qu'il épouse une mondaine.

## Fiche technique
- Titre français : King of Burlesque
- Réalisation : Sidney Lanfield
- Scénario : Gene Markey, Harry Tugend et James Seymour d'après une histoire de Viña Delmar
- Photographie : J. Peverell Marley
- Chorégraphie danse : Sammy Lee (en)
- Pays d'origine : États-Unis
- Format : Noir et blanc - 1,37:1 - Mono
- Genre : musical
- Date de sortie : 1936

## Distribution
- Warner Baxter : Kerry Bolton
- Alice Faye : Pat Doran
- Jack Oakie : Joe Cooney
- Mona Barrie : Rosalind Cleve
- Arline Judge : Connie
- Gregory Ratoff : Kolpolpeck
- Herbert Mundin : Impresario
- Fats Waller : Ben
- Kenny Baker : Arthur
- Charles Quigley : Stanley Drake
- Andrew Tombes : Slattery
- Keye Luke : Wong
- Eddie Foy Jr. : un danseur